# Haven van Rotterdam
De haven van Rotterdam is het grootste haven- en industriecomplex van Europa met een totale goederenoverslag van 470 miljoen ton in 2019. Het bestaat uit een samenstel van verschillende havenbekkens en bedrijfsterreinen die ten dienste staan van de aan- en afvoer van goederen van de aan de havens gevestigde (petro)chemische en andere industrieën, en de op- en overslag van goederen van derden voor verder transport. Rotterdam was tussen 1962 en 2004 de grootste haven ter wereld, maar deze positie is overgenomen door Shanghai. Ook Singapore, Guangzhou, Qingdao, Port Hedland en Tianjin zijn Rotterdam als haven voorbijgestreefd in grootte. Wel is Rotterdam nog altijd veruit de grootste Europese haven.

## Economisch belang
Qua overslag (het uitladen van zeeschepen waarna er kleinere schepen komen die de rivier op gaan met die lading van de zeeschepen, maar wel in kleinere hoeveelheden) is de haven van Rotterdam veruit de grootste haven van Europa. Met een goederenoverslag van 470 miljoen ton in 2019 nam ze meer dan een derde van de overslag van de havens gelegen tussen Hamburg en Le Havre voor haar rekening. Tevens is ze de zevende haven van de wereld, na onder meer Shanghai, Singapore, Port Hedland en Tianjin. De haven biedt directe werkgelegenheid aan ongeveer 70.000 mensen in Rotterdam en daarbuiten nog eens aan ongeveer 200.000 mensen.
De haven van Rotterdam dankt haar grootte aan de ligging aan de monding van de Rijn. Daardoor ligt een achterland met zo'n 460 miljoen inwoners binnen bereik. Van hieruit worden goederen vervoerd naar onder andere het Ruhrgebied in Duitsland, Engeland en Antwerpen in Vlaanderen.
Daarnaast is de haven te bereiken door schepen met zeer grote diepgang via de Eurogeul. De Eurogeul is maximaal 26 meter diep. In de diepe havenbekkens op de Maasvlakte en in de Europoort kunnen deze diepstekende schepen normaal aanleggen.
De haven van Rotterdam is belangrijk op het gebied van overslag van containers en massagoederen, ook wel 'bulkoverslag' genoemd, zoals aardolie, chemicaliën, kolen en ertsen. De natte bulk nam daarbij ruim de helft voor zijn rekening, de droge bulk een zesde. Containeroverslag maakt bijna een derde deel van het totaal.
De haven van Rotterdam is, evenals de haven van Amsterdam, een van de twee grootste petroleum- en kolenhavens van Europa. Kolenschepen komen uit Colombia, de Verenigde Staten, Zuid-Afrika en Rusland, waarbij 70% van de steenkolen doorgevoerd worden naar Duitsland. Ruwe olie wordt geïmporteerd vanuit onder meer Rusland, Noorwegen, Saudi Arabië, het Verenigd Koninkrijk en Nigeria.
In de onderstaande figuur de ontwikkeling van de behandelde vracht in de vijf grootste havens van Europa. Rotterdam is overduidelijk de grootste zeehaven in Europa:
| Haven     | 1990  | 1995  | 2000  | 2005  | 2010  | 2015  | 2019  | 2020  | 2021  | 2022  |
| --------- | ----- | ----- | ----- | ----- | ----- | ----- | ----- | ----- | ----- | ----- |
| Rotterdam | 287,9 | 293,4 | 322,4 | 370,2 | 429,9 | 466,4 | 469,4 | 436,8 | 468,7 | 467,4 |
| Antwerpen | 102,0 | 108,1 | 130,5 | 160,1 | 178,2 | 208,4 | 248,1 | 277,9 | 288,7 | 287,1 |
| Hamburg   | 61,4  | 72,1  | 85,1  | 125,7 | 121,2 | 137,8 | 136,6 | 126,3 | 128,7 | 119,9 |
| Amsterdam | 47,0  | 50,3  | 63,9  | 74,9  | 90,6  | 96,5  | 105,0 | 91,8  | 87,7  | 94,3  |
| Marseille |       |       |       | 96,6  | 86,0  | 81,7  |       |       |       |       |

Naast de binnenvaart wordt een groot deel over de weg vervoerd en in mindere mate ook over het spoor, zoals met de Betuweroute.
De beheerder van de haven is Havenbedrijf Rotterdam N.V. Dit bedrijf heeft de gemeente Rotterdam en de Nederlandse Staat als aandeelhouder. Het havenbedrijf verhuurt bedrijfsterreinen in het Rotterdamse havengebied en is verantwoordelijk voor het efficiënt en veilig afwikkelen van het scheepvaartverkeer. Bovendien zorgt het havenbedrijf (mede) voor de infrastructuur van waterwegen, verkeerswegen, kades en andere voorzieningen voor de gebruikers van het havengebied. Ook is het havenbedrijf ontwikkelaar van nieuwe haventerreinen en haveninfrastructuur.
De haven van Rotterdam is ook toeristisch van belang voor Rotterdam. De haven wordt regelmatig bezocht door zeecruiseschepen zoals de Queen Mary 2, en door riviercruiseschepen. Ook komen er veel toeristen de haven zelf bekijken, in een rondvaart met de Spido of een andere havenvaartocht. Daarnaast trekt ook het maritieme erfgoed van de haven toeristen. Onder meer het Maritiem Museum, de historische schepen in de stadshavens, en het herbestemde havenerfgoed op de Kop van Zuid en Katendrecht.
Elk jaar worden in september de Wereldhavendagen gehouden. Een groot evenement waarbij men de haven van dichtbij kan ontdekken.

## Geschiedenis

### Groei van de Rotterdamse haven
Sinds het ontstaan van Rotterdam in de 13de eeuw heeft Rotterdam een haven met een handelsfunctie gehad. Naast overslag, de regionale beurtvaart en Europese koopvaart is ook de haringvisserij een belangrijke aanjager van de groei van de middeleeuwse haven. In de jaren 1570-1620 vindt een serie van grote havenuitbreidingen plaats. Tussen de Hoogstraat en de Nieuwe Maas ontstaat zo een aaneengesloten havengebied, de waterstad. Eind 17de eeuw wordt de waterstad aangevuld met twee scheepsindustriegebieden: in het westen het eerste Nieuwe Werk rond de Zalmhaven en in het oosten het gebied rond het Boerengat en Buizengat.
In 1823 starten de eerste stoomlijndiensten vanuit Rotterdam, snel gevolgd door stoom-scheepsbouw. In de decennia daarna wordt de haven uitgebreid met nieuwe kades langs de noordelijke Maasoever. Na voltooiing van het Tweede Nieuwe Werk (1854) en van de Oosterkade (1858) is de uitbreidingsruimte aan de rechter Maasoever op. De sprong over de rivier is de volgende stap. De benodigde Maasbruggen stuiten op verzet van het bedrijfsleven dat geen obstakels voor de scheepvaart wil. Ook de financiering van de nieuwe havens is een struikelpunt.
Tegelijkertijd speelde het probleem van de bereikbaarheid van de haven. Door het verzanden van de maasmonding bij Hoek van Holland moesten schepen een lange omweg maken om in Rotterdam te komen. Het Kanaal door Voorne uit 1829 kon dit probleem niet goed oplossen door de toenemende omvang van schepen. Passagiersschepen gebruikten daarom Hellevoetsluis als voorhaven; de passagiers werden tussen Rotterdam en Hellevoetsluis vervoerd per trekschuit. Van 1866 tot 1872 werd daarom de Nieuwe Waterweg gegraven door de duinen van Hoek van Holland, zodat Rotterdam weer een rechtstreekse verbinding met de Noordzee kreeg.

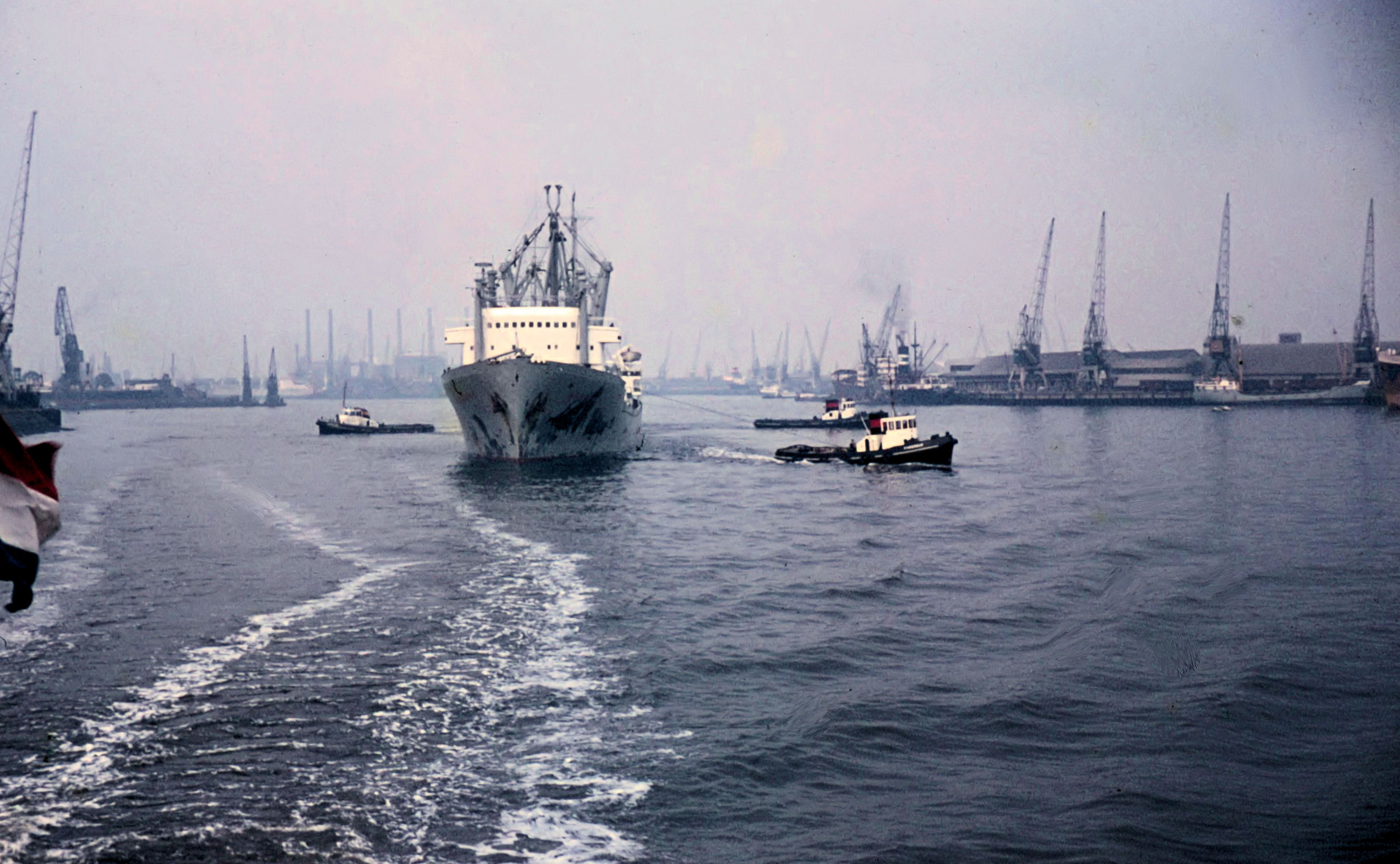
de haven in 1962

In 1873 start ook de aanleg van havens op het eiland Feijenoord. Naast de overheid is ook de particuliere Rotterdamsche Handelsvereeniging (RHV) hierbij betrokken. Na het faillissement van de RHV worden diens bezittingen overgenomen door de gemeente. Voor de exploitatie van deze haven(voorzieningen) wordt in 1882 de Gemeentelijke Handelsinrichtingen opgericht, een voorloper van het latere Havenbedrijf Rotterdam.
In 1962 werd Rotterdam de grootste haven ter wereld, dat bleef de haven tot 2004.

### Ontwikkelingen per havengebied

#### Havens van het historische centrum – vanaf 1270
Rond 1270 werd de dam in de Rotte aangelegd, als onderdeel van Schielands Hoge Zeedijk. Op deze dam is de Hoogstraat gebouwd. De dam verdeelde Rotterdam in een landstad en een waterstad. De waterstad ligt tussen de Hoogstraat en de Nieuwe Maas. Parallel aan de Hoogstraat lag een buitendijkse sloot, de latere Steigersgracht en Groenendaal. De Steigersgracht is de oudste vermelde haven van Rotterdam, nauw verbonden met de Kolk. In fases is die eerste Rotterdamse haven verder uitgebreid.

De Rotterdamse haven omstreeks 1690

Vanaf 1358 is rondom de stad een verdedigingsgracht gegraven, de zuidelijke onderdelen daarvan werden in de loop van de tijd ook als haven gebruikt. In 1575 worden die zuidelijke stadsvestes veranderd in binnenhavens: de Blaak en de Nieuwehaven (ter onderscheiding van de Oude Haven). Vanaf 1591 groeit de haven verder met de aanleg van het Boerengat, in 1594 komt het Haringvliet gereed. Rond 1609 volgt de Leuvehaven, in 1613 de Wijnhaven en de Scheepmakershaven. Hiermee is de hele waterstad tot aan de Nieuwe Maas ontwikkeld.
Rond 1700 volgen nog twee havenuitbreidingen. In het oosten wordt het Boerengat uitgebreid met het (tweede) Buizengat. Al eerder waren 's Landswerf van de Admiraliteit van Rotterdam en de VOC-scheepswerf in dit gebied neergestreken. Ook in het westen kwam een scheepsbouwcluster, het (Eerste) Nieuwe Werk rond de Zalmhaven uit 1693. Daarna komt de havenuitbreiding stil te liggen. Pas rond 1850 begint die weer, met de aanleg van de kades langs de rechter Maasoever en het Tweede Nieuwe Werk.
Tot de Tweede Wereldoorlog waren de havens van de waterstad integraal onderdeel van de Rotterdamse haven. Het bombardement trof ook de havens van de waterstad, en tijdens de wederopbouw is een deel van de havens en grachten van de waterstad gedempt. Het Basisplan voor Wederopbouw gaf de oostelijke waterstad de functie van beurtvaartcentrum. De Leuvehaven werd hiervoor flink uitgebreid. Maar de komst van het verwachtte aantal beurtvaartschepen is nooit gerealiseerd. Vanaf de jaren 80 is de waterstad herontwikkeld als onderdeel van de binnenstad, met een focus op recreatie en historisch toerisme. Zo kwam er een nieuw gebouw voor het Maritiem Museum, een scheepshelling voor historische schepen, een havenmuseum en ligplaatsen voor historische schepen.

#### Havens op Zuid
Havens op het eiland Feijenoord – vanaf 1872
Na de opening van de Nieuwe Waterweg in 1872 werd de ontwikkeling van de havens op de linker Maasoever ter hand genomen. Deze eerste havens waren nog vrij smal en werden door de Rotterdamsche Handelsvereeniging (RHV) en de overheid gezamenlijk aangelegd. De RHV ontwikkelde een ommuurd gebied dat bestond uit de Binnenhaven, de Entrepothaven en aanliggende terreinen, doorsneden door de Stieltjesstraat. De overheid legde de Koningshaven, de Spoorweghaven en de Maasbruggen aan.
Na het faillissement van de Rotterdamsche Handelsvereeniging (RHV) kocht de gemeente Rotterdam in 1882 de bezittingen van de RHV. Die werden voortaan als Gemeentelijke Handelsinrichtingen door de gemeente geëxploiteerd. Het kenmerk van de Handelsinrichtingen was dat per dag, per week en/of per maand enz. ligplaatsen voor schepen, vierkante meters terrein en/of loodsruimte voor opslag, en per uur elektrische walkranen voor het laden en lossen konden worden gehuurd. Men hoefde dus geen volledig terrein voor een langere periode in zijn geheel in huur af te nemen en zelf het terrein in te richten en loodsen te bouwen. Overigens werden daarnaast door de gemeente ook terreinen en loodsen in hun geheel verhuurd. Deze parallelle exploitatie bleef voortbestaan tot in de jaren 60 de Gemeentelijke Handelsinrichtingen werden opgeheven; de terreinen werden in hun geheel voor langere tijd verhuurd en de loodsen en kranen werden verkocht.
Havens op het eiland IJsselmonde – vanaf 1880
De stormachtige groei van de bulk-overslag leidde tot de aanleg van steeds grotere havens: de Rijnhaven, de Maashaven en de Waalhaven. Schepen hoefden hier geen bruggen te passeren en konden 'op stroom' (los van de kade) verladen naar andere schepen.
In 1929 werd bij Pernis op het westelijk deel van IJsselmonde begonnen met de aanleg van de Eerste Petroleumhaven op de Vondelingenplaat, met petrochemische industrie, nog steeds een van de pijlers van de Rotterdamse haven. In 1936 begon de productie van benzine bij Shell Pernis. In 1941 kwam de Tweede Petroleumhaven gereed.
In 1966 werd in Rotterdam de eerste container gelost. In 1967 werd in het Eemhaven-gebied Europe Container Terminals (ECT) geopend. Dit bedrijf groeide uit tot het grootste containeroverslagbedrijf van Europa.

#### Havens in Rotterdam-West – vanaf 1886
Na de annexatie van Delfshaven in 1886 was ook aan de rechter Maasoever weer ruimte voor havenontwikkeling. Tussen 1890 en 1930 werden meerdere een complexen van stukgoedhavens aangelegd, tot aan de gemeentegrens van Schiedam. Na 1950 verloor dit gebied aan belang.

##### Lloydkwartier en Schiemond
Het gebied tussen de Parkhaven (1894) en de Schiehaven (1909) is als eerste ontwikkeld. Ook de Müllerpier, de Sint Jobshaven (1908) en de Lloydpier bevinden zich hier. Hier was de thuisbasis van Müller & Co en de Rotterdamsche Lloyd. In dit gebied wordt vanaf 2006 de woonwijk Lloydkwartier gebouwd.
Aan de Westkousdijk was vanaf 1903 scheepswerf Wilton gevestigd, in 1969 is deze werf gesloten. Later is hier de wijk Schiemond gebouwd.

##### Vierhavens en Merwehavens
Het vierhavensgebied is als tweede gebied ontwikkeld. Naast de Koushaven (1914), Keilehaven (1914), IJselhaven (1915) en de Lekhaven (1916) is hier tussen de Vierhavensstraat en de Hudsonstraat ook een emplacement voor de Havenspoorlijn Rotterdam West gebouwd. Vanaf 1931 had coöperatie 'De Handelskamer' hier ook een vestiging, in het Haka-gebouw.
Als derde is de Merwehaven ontwikkeld, in 1930 kwam die gereed. Naast stukgoed en fruit is hier ook een roll-on-roll-offverbinding geweest, en bevond zich hier de scheepswerf Gusto.

Rond de Merwehaven en de IJsselhaven is de stukgoedoverslag inmiddels verdwenen en vindt nu op grote schaal fruit(sap)overslag plaats. Op het voormalige emplacement van de Havenspoorlijn is het Dakpark gebouwd (geopend in 2014). Op een gedempt deel van de Keilehaven ligt nu de Voedseltuin. Ook is er een veerverbinding met de RDM-campus. Onder de naam M4H of Merwe- en Vierhavengebied is de gemeente bezig met gebiedsherontwikkeling.

#### Botlek, Europoort en Maasvlaktes

##### Havens in het Botlek-gebied – vanaf 1947
Het eiland IJsselmonde bood onvoldoende ruimte voor de expansie van de Rotterdamse haven. In 1947 werd de ontwikkeling ter hand genomen van het Botlek-gebied, westelijk van de Oude Maas. In dit gebied overheerst de industriële functie met enorme complexen voor de petrochemische industrie. Ook de scheepsdokken van Verolme zijn hier gebouwd. De havens in de Botlek zijn allemaal stukgoedhavens.

##### Havens in de Europoort – vanaf 1958
De blokkade van het Suezkanaal in 1956 leidde tot een enorme schaalvergroting in de tank-scheepvaart. Rotterdam speelde op deze ontwikkeling in met de aanleg van het Europoort-gebied (start 1958), dat bereikbaar was voor de grootste zeeschepen. Natuurgebied De Beer en de dorpen Nieuwesluis en Blankenburg verdwenen door de aanleg van het Europoort-gebied.
Het Europoort-gebied is bijna uitsluitend gericht op de overslag en verwerking van aardolie. Ook het vervoer van droge bulk producten onderging een enorme schaalvergroting. Hiervoor werd in het westelijk deel van het Europoortgebied ruimte gereserveerd voor de overslag van graan en erts. De kades van het Ertsoverslagbedrijf Europoort en het Europees massagoed overslagbedrijf (emo bv) zijn de enige loskades ter wereld waar de bulkcarrier Berge Stahl kon lossen.

##### Maasvlakte en Maasvlakte 2 – vanaf 1970

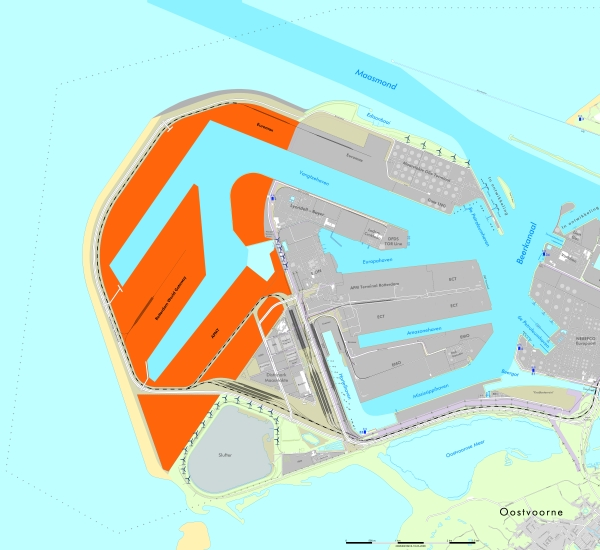
Plankaart van Maasvlakte 2 (oranje). In het midden de havens van de Maasvlakte (grijs)

De aanleg van de Maasvlakte was de laatste uitbreidingsmogelijkheid van de Rotterdamse haven. Eind jaren '60 ontstaan ook plannen om heel Voorne-Putten om te gaan vormen tot havengebied (Plan 2000+). De plannen leveren een storm van protest op, en de haven krijgt geen toestemming voor deze uitbreidingsplannen. Rotterdam is daarom zeer selectief geweest met gronduitgifte op de Maasvlakte. Ook op de Maasvlakte is de overslag van aardolie en erts van belang. Sinds 1985 vindt op de Delta-terminal van ECT ook containeroverslag plaats, omdat de grootste containerschepen de Eemhaven niet meer konden bereiken.
Na een lange besluitfase begint in 2008 de aanleg van Maasvlakte 2. Hiervoor wordt bijna 1.500 hectare nieuw land opgespoten in de Noordzee. In 2013 werd Maasvlakte 2 officieel in gebruik genomen.

## Het huidige havengebied

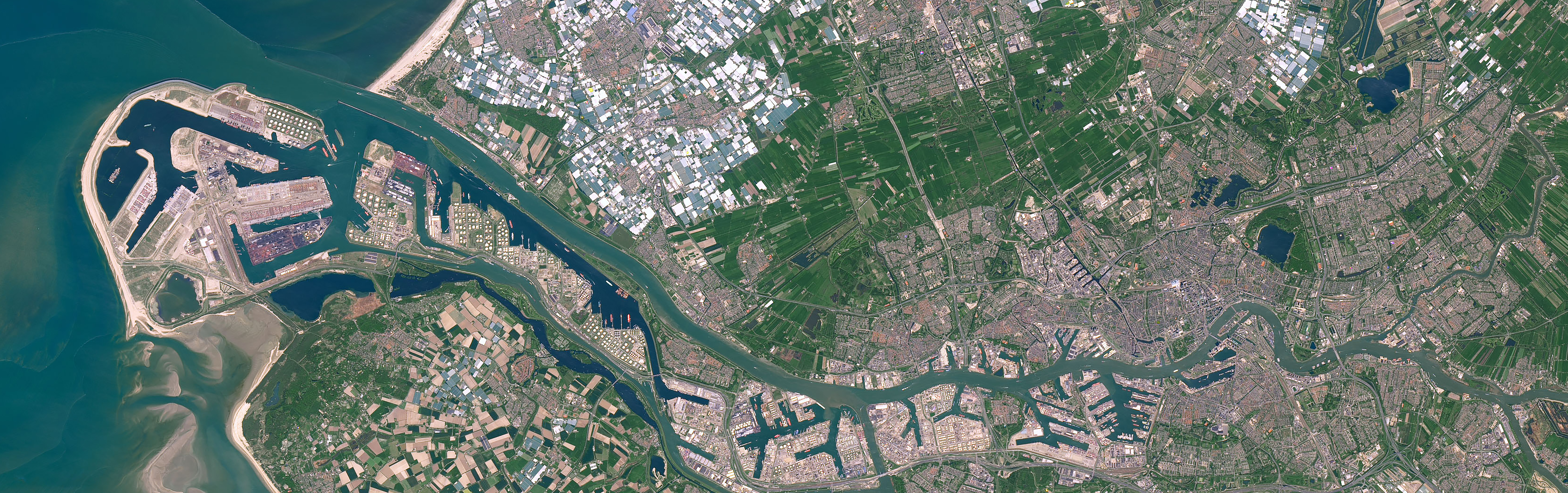
Satellietfoto van de Haven van Rotterdam, 2016

De totale oppervlakte van de Port of Rotterdam bedraagt momenteel (2015) zo'n 12.500 hectare en strekt zich uit over een lengte van ruim 40 kilometer. De haven behoort tot de grootste van de wereld. Doordat de haven een groot achterland heeft, bereikbaar via binnenwater (Rijn, Maas), weg en spoor. Naast de overslag van goederen via containers zijn ook de bulktransporten en de afhandeling van olietankers belangrijke segmenten. Mede door de schaalvoordelen die een haven van deze omvang kan bieden is Rotterdam al jarenlang een belangrijke bunkerlocatie in Europa.

### Locatie en achterland
De haven van Rotterdam ligt direct aan de Noordzee en is 24 uur per dag onbelemmerd bereikbaar. Er zijn geen belemmeringen als sluizen, bruggen of getijde-beperkingen. Alleen schepen met een extreme diepgang hoeven rekening te houden met eb en vloed. Via de verkeersscheidingsstelsels op de Noordzee en de Eurogeul kunnen olie- en ertstankers met een diepgang tot 24 meter in de haven worden ontvangen. De genoemde Eurogeul heeft een diepte van ten minste 23 meter (kaartdiepte, minimale diepte bij het laagste astronomische getij). Wereldwijd worden zo'n 1.000 havens verbonden met Rotterdam, gerealiseerd door 500 vaste lijndiensten. Via Rotterdam heeft de wereld toegang tot 150 miljoen consumenten (binnen een straal van 500 kilometer van Rotterdam). Deze consumenten kunnen binnen 24 uur bereikt worden via de weg, spoor, binnenvaart, feeder of korte zee- en kustvaart en pijpleidingen.

### Overslag: aan- en afvoer van goederen
In de onderstaande figuur staan gegevens over de behandelde vrachtvolumes in de haven van Rotterdam. In 2023 was de belangrijkste lading die werd aangevoerd ruwe aardolie, met 100,1 miljoen ton. Containers staan op de tweede plaats met een totaal brutogewicht van 70,5 miljoen ton. Op de derde tot en met de vijfde plaats staan minerale olieproducten, ertsen en schroot, en ten slotte steenkool. Bij de afvoer staat de container op de eerste plaats met 59,7 miljoen ton. Gevolgd door minerale olieproducten met 27,0 miljoen ton. Het aantal zeeschepen dat de haven bezocht is redelijk constant gebleven. Bij een hogere aan- en afvoer is dat een indicatie dat de schepen gemiddeld groter zijn geworden.
|                                 |                                 |                                 | 1990   | 1995   | 2000   | 2005   | 2010   |  | 2014   | 2015   | 2016   | 2017   | 2018   | 2019   | 2020   | 2021   | 2022   | 2023   |
| ------------------------------- | ------------------------------- | ------------------------------- | ------ | ------ | ------ | ------ | ------ |  | ------ | ------ | ------ | ------ | ------ | ------ | ------ | ------ | ------ | ------ |
| Aanvoer (miljoen ton)           | Aanvoer (miljoen ton)           | Aanvoer (miljoen ton)           | 223    | 230    | 249    | 281    | 305    |  | 315,2  | 327,6  | 321,2  | 323,9  | 323,2  | 325,8  | 296,0  | 325,2  | 331,4  | 310,1  |
| Afvoer (miljoen ton)            | Afvoer (miljoen ton)            | Afvoer (miljoen ton)            | 65     | 63     | 73     | 89     | 125    |  | 130,0  | 138,8  | 140,0  | 143,4  | 145,7  | 143,6  | 140,8  | 143,5  | 136,0  | 128,7  |
| TOTAAL (miljoen ton)            | TOTAAL (miljoen ton)            | TOTAAL (miljoen ton)            | 287,9  | 293,4  | 322,3  | 370,3  | 430,2  |  | 444,7  | 466,4  | 461,2  | 467,4  | 469,0  | 469,0  | 436,8  | 468,7  | 467,4  | 438,8  |
| → waarvan:                      | massagoed (miljoen ton)         | massagoed (miljoen ton)         | 229,6  | 222,5  | 238,5  | 260,7  | 294,0  |  | 291,1  | 312,4  | 305,8  | 294,5  | 289,5  | 285,7  | 255,8  | 283,3  | 292,8  | 267,3  |
| → waarvan:                      | → waarvan:                      | nat massagoed (miljoen ton)     | 134,6  | 132,9  | 147,8  | 171,3  | 209,4  |  | 202,5  | 224,6  | 223,5  | 214,3  | 211,8  | 211,2  | 192,0  | 204,6  | 212,8  | 205,6  |
| → waarvan:                      | → waarvan:                      | droog massagoed (miljoen ton)   | 95,0   | 89,6   | 90,7   | 89,4   | 84,6   |  | 88,6   | 87,7   | 82,3   | 80,2   | 77,6   | 74,5   | 63,8   | 78,7   | 80,1   | 70,6   |
| → waarvan:                      | stukgoed (miljoen ton)          | stukgoed (miljoen ton)          | 58,3   | 71,0   | 84,0   | 109,5  | 136,2  |  | 153,6  | 154,0  | 155,4  | 172,9  | 179,5  | 183,7  | 181,0  | 185,4  | 174,5  | 162,5  |
| → waarvan:                      | → waarvan:                      | containers                      | 39,3   | 52,4   | 65,2   | 91,1   | 112,3  |  | 127,6  | 126,2  | 127,1  | 142,6  | 149,1  | 152,3  | 151,1  | 154,5  | 139,7  | 130,1  |
| → waarvan:                      | → waarvan:                      | roll-on-roll-off (miljoen ton)  | 7,2    | 8,0    | 10,0   | 9,9    | 17,0   |  | 20,0   | 22,0   | 22,4   | 23,8   | 24,1   | 24,2   | 24,0   | 24,0   | 27,3   | 25,9   |
| → waarvan:                      | → waarvan:                      | ander stukgoed (miljoen ton)    | 11,7   | 10,5   | 8,8    | 8,5    | 6,9    |  | 6,0    | 5,7    | 5,8    | 6,5    | 6,4    | 6,5    | 6,0    | 6,9    | 7,6    | 6,5    |
| Aantal zeeschepen               | Aantal zeeschepen               | Aantal zeeschepen               | 32.165 | 29.319 | 29.769 | 30.778 | 29.927 |  | 29.027 | 29.122 | 29.022 | 29.646 | 29.476 | 29.491 | 28.170 | 28.876 | 29.029 | 27.886 |
| Aantal containers (x 1.000)     | Aantal containers (x 1.000)     | Aantal containers (x 1.000)     |        |        |        |        | 6.747  |  | 7.387  | 7.330  | 7.414  | 8.194  | 8.636  | 8.781  | 8.436  | 8.896  | 8.315  | 7.817  |
| Aantal containers (x 1.000 TEU) | Aantal containers (x 1.000 TEU) | Aantal containers (x 1.000 TEU) | 3.666  | 4.787  | 6.275  | 9.285  | 11.148 |  | 12.298 | 12.235 | 12.385 | 13.734 | 14.513 | 14.811 | 14.349 | 15.300 | 14.456 | 13.447 |

In 2023 verwerkte de Haven van Rotterdam in totaal 7,8 miljoen containers. Omgerekend naar de standaard reken-container van 20 voet was dat ruim 13,4 miljoen TEU (Twenty-feet Equivalent Unit). Het aantal aangevoerde TEU bedroeg 7,0 miljoen en afgevoerd werden 6,5 miljoen TEU. In 2018 was ongeveer 20% van alle verwerkte containers leeg. Hoewel containers het meeste stukgoed hebben vervangen, vindt overslag daarvan nog steeds plaats. In 2023 was de aanvoer van rorogoederen 10,3 miljoen ton, en de afvoer 15,6 miljoen ton. Van het overige stukgoed was de aanvoer 4,0 miljoen ton en de afvoer 2,5 miljoen ton.
Behalve containers en stukgoed wordt er ook veel nat en droog massagoed (bulk) verwerkt. In 2023 bestond de natte bulk uit ruwe olie (102,5 miljoen ton), minerale olieproducten (55,1 miljoen ton), LNG (11,9 miljoen ton) en overige natte bulk (36,1 miljoen ton). De droge bulk bestond uit ertsen en schroot (28,1 miljoen ton), steenkool (23,1 miljoen ton), agribulk (10,6 miljoen ton), biomassa (1,9 miljoen ton) en overige droge bulk (7,0 miljoen ton). In de haven werd 162,0 miljoen natte bulk aangevoerd, en 43,6 miljoen ton afgevoerd. Voor droge bulk was de aanvoer 63,4 miljoen ton natte bulk en de afvoer 7,3 miljoen ton.

## Bereikbaarheid

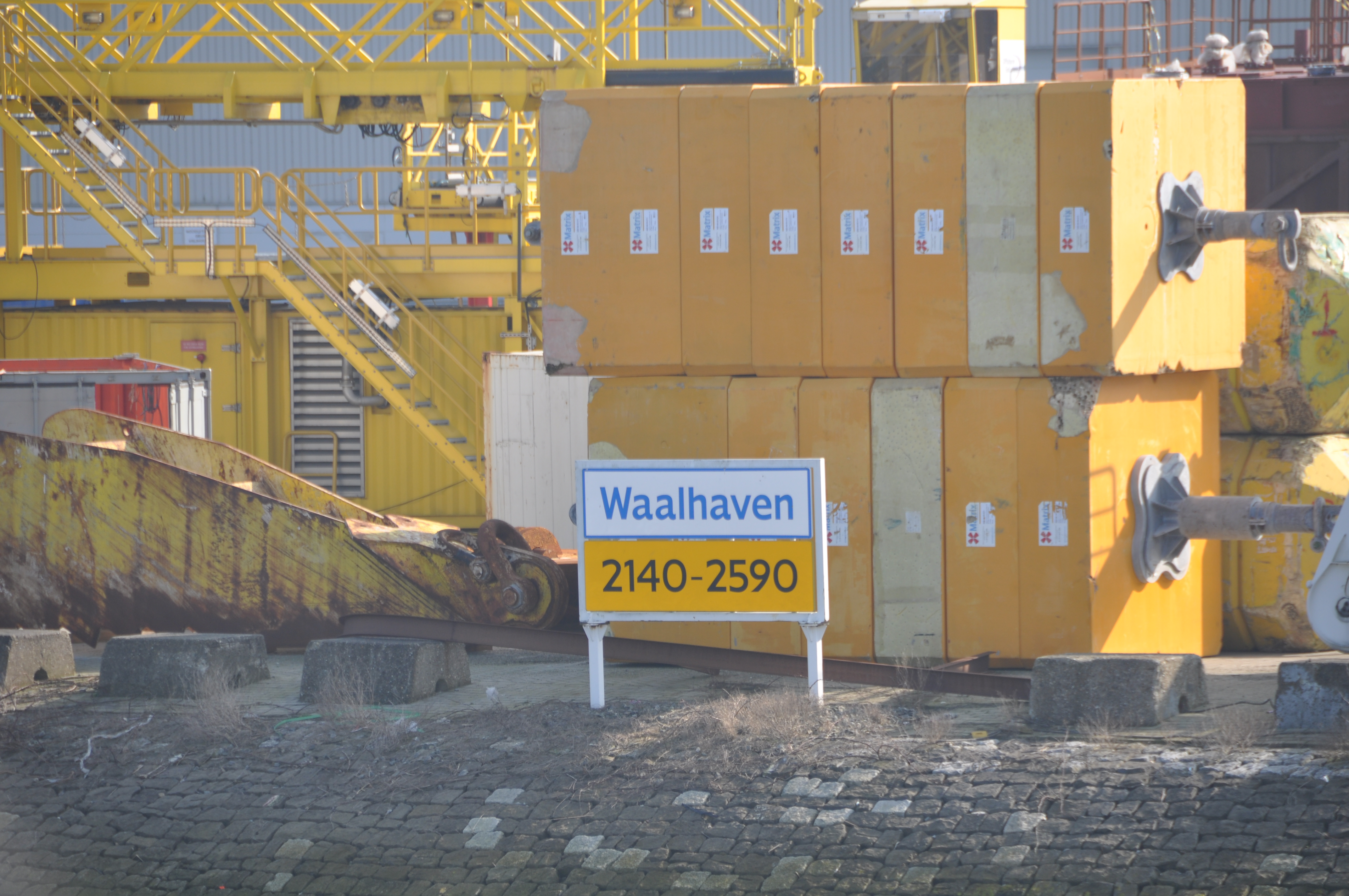
Waalhaven
Oeverfrontnummer 2140 - 2590

### Havenbewegwijzering
De oeverfronten van het gehele Rotterdamse havengebied, inclusief dat van de rivier en die van de havens van Schiedam, Vlaardingen en Maassluis zijn voorzien van oeverfrontnummers. De nummering loopt van de met Capelle a/d IJssel aan de rechter Maasoever van 100 tot 981 aan het eind van het Noorderhoofd bij Hoek van Holland, en van de oostelijke gemeentegrens met Ridderkerk aan de linker Maasoever van 1000 tot ca 8500 bij de Achtste Petroleumhaven op de Maasvlakte. Het nummer stijgt in beginsel elke 100 meter: 100, 101 enz.
Aan de landzijde kent het havengebied havennummers. Deze zijn afgeleid en gekoppeld aan de oeverfrontnummers. Bedrijven in het havengebied kunnen een havennummer aanvragen. Dat nummer zal dan zo veel mogelijk corresponderen met een oeverfrontnummer of een reeks van oeverfrontnummers. Zo hebben de bedrijven op het Distripark Eemhaven een havennummer tussen de 2751 en 2800, wat correspondeert met de oeverfrontnummers van de zuidzijde van de nabijgelegen Prins Willem Alexanderhaven en Prinses Beatrixhaven. Op het Distripark Maasvlakte is die directe koppeling losgelaten. Daar loopt de nummering van 9100 tot 9190. Zo goed als alle bedrijven hebben een havennummer.
De havennummers worden aangegeven op de bewegwijzering. Ook zijn er onder meer bij Havenbedrijf Rotterdam N.V. wegenkaarten verkrijgbaar waarop de namen van de bedrijven en hun havennummer staan.

### Openbaar vervoer
Er zijn diverse vormen van openbaar vervoer in de haven van Rotterdam. Over water zijn er onder andere watertaxi's naar Hotel New York en vaart er een Waterbus naar Dordrecht en een vaarverbinding naar het dorp Heijplaat. Over land is het meest westelijke havengebied bereikbaar met de Maasvlaktehopper en delen van het oostelijk havengebied met bussen of metro van de RET.

## Havens
De verschillende havens hebben behalve oeverfrontnummers ook een naam

## Zusterhaven
- Haven van Kobe (Japan), sinds 1967